# Philharmonisches Orchester Hagen

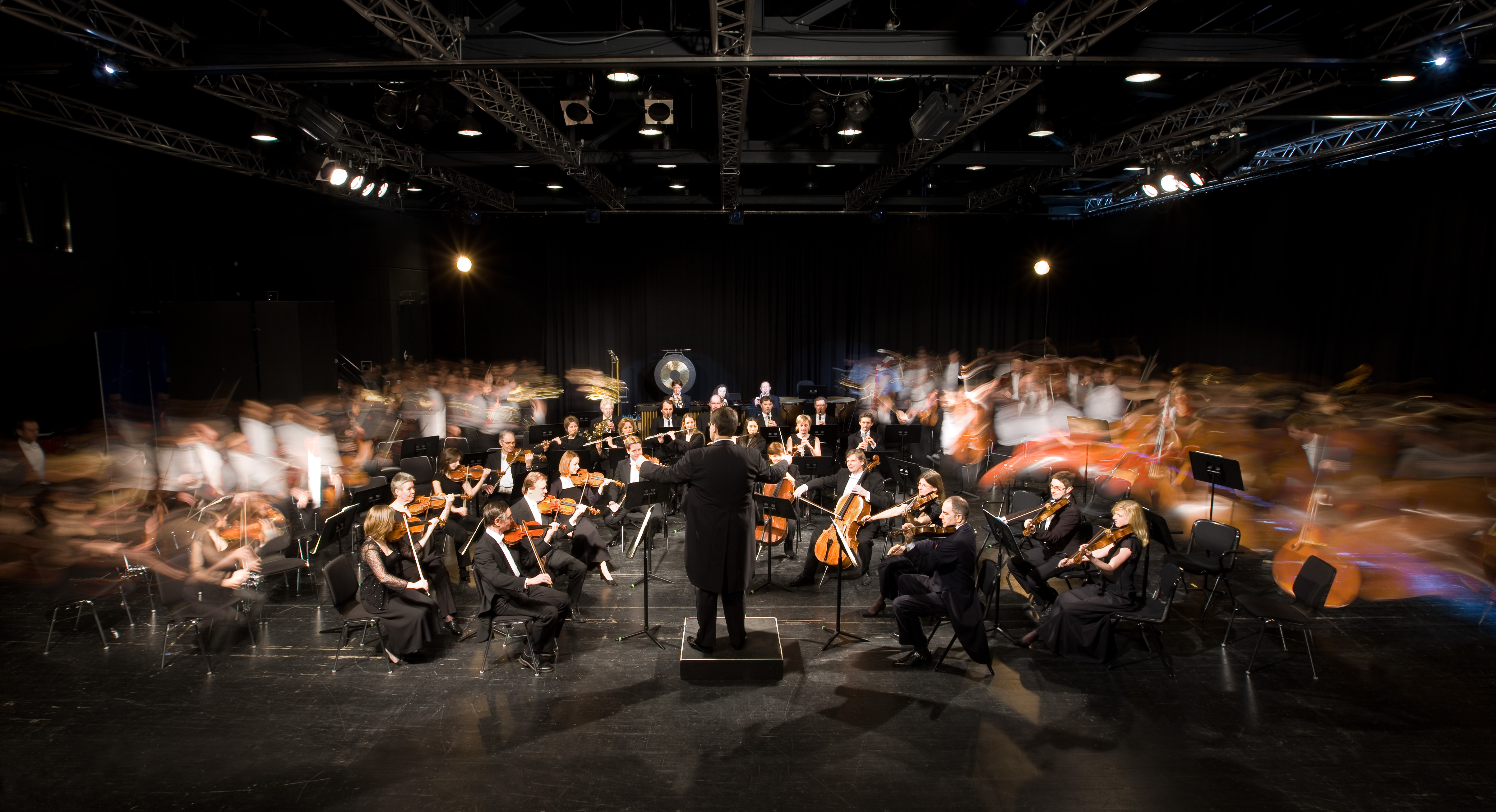
Das philharmonische Orchester Hagen

Das Philharmonische Orchester Hagen ist das Orchester der Stadt Hagen/Westfalen. Es ist das älteste städtische Orchester in Westfalen und wirkt in enger Anbindung an das Theater Hagen. Neben der Bespielung des Theater Hagen veranstaltet das Orchester in jeder Saison zehn Sinfoniekonzerte in der Stadthalle Hagen. Kammerkonzerte, Sonderkonzerte wie auch Crossover-Projekte zählen ebenso zum Programm des Orchesters wie Projekte für und mit Kindern und Jugendlichen. Das Orchester hat 60 Planstellen und gehört der Tarifvergütungsgruppe B an. Mit Beginn der Spielzeit 2017/18 wurde Joseph Trafton als Generalmusikdirektor des Theater Hagen bestellt. Ab August 2025 folgt ihm Sebastian Lang-Lessing.

## Geschichte
Auf Initiative von Robert Laugs, Musikdirektor der damaligen Hagener Konzertgesellschaft, wurde 1907 ein 42 Mann starkes Orchester gegründet und Hans Pelz zum städtischen Kapellmeister ernannt. Damit hatte Hagen das erste städtische Orchester Westfalens. Ab 1914 musste das Orchester seinen Spielbetrieb, bedingt durch den Ersten Weltkrieg, zeitweise unterbrechen, konnte aber 1919 unter der neuen Leitung von Hans Weisbach wieder regelmäßig konzertieren.
Nach einer Blütezeit in der Weimarer Republik und der Aufstockung des Ensembles auf 53 Musiker, kündigte die Stadt Hagen ihrem Orchester in den Jahren der Wirtschaftskrise. Konzert- und Operngastspiele sowie feste Engagements auf Norderney und in Zoppot überbrückten diese Zeit. Während des Nationalsozialismus wurde das Orchester dann wieder mit einer Stärke von 46 Musikern in den städtischen Dienst übernommen. In dieser Zeit war Hans Herwig städtischer Musikdirektor, bis er 1943 nach Luxemburg wechselte. Ein Jahr später wurde abermals der Konzertbetrieb eingestellt. In der Nachkriegsphase organisierte der Oberbürgermeister Ewald Sasse mit Hilfe des Kulturdezernenten, Stadtbaurat Dr. Hübler, der Leiterin der Kulturverwaltung, Hildegard Uhlenbrauck, und Erich Illinger weiterhin Konzerte und leitete schließlich die Neuformierung des städtischen Orchesters ein.
In den folgenden Jahrzehnten stieg die Zahl der Musiker auf 52, und Berthold Lehmann löste den GMD Klaus Nettstraeter ab. 1964 wurde das Programm des Orchesters um die »Hagener Musiktage« ergänzt, die danach jährlich stattfinden. Die Mitarbeit verschiedener Chöre aus der Umgebung bereichert die Veranstaltungen. Generalmusikdirektor Reinhard Schwarz, der ab 1970 Lehmanns Aufgaben übernimmt, bemüht sich verstärkt um die Jugendarbeit und ruft Projekte in Zusammenarbeit mit Schulen ins Leben. Im Rahmen dieses Engagements für die Jugend wird 1979 ein Musikwettbewerb ausgeschrieben. In den folgenden Jahren kam es durch die künstlerische Aufbauarbeit des GMD Michael Halász zu einer Verdoppelung der Besucherzahlen. Ab 1981 bot die moderne Stadthalle mit rund 1.600 Plätzen dem Orchester und seinem Publikum eine feste Heimstatt.
1990 übernahm Gerhard Markson die Position des Hagener Generalmusikdirektors und verstärkte neben seiner Arbeit im Opernbereich auch das überregionale Engagement des Orchesters. Mit der Saison 1997/1998 kam es zu einer Kooperation mit der Südwestfälischen Philharmonie Hilchenbach. Diese politische Entscheidung sicherte den Fortbestand beider Orchester. Unter dem neuen Generalmusikdirektor Georg Fritzsch erklangen in Hagen und der Region Südwestfalen erfolgreiche Konzerte. Danach scheiterte der Orchesterverbund aus finanziellen sowie organisatorischen Gründen, und beide Orchester wurden im August 2002 wieder in die Eigenständigkeit entlassen. Dabei wurde die Anzahl der Planstellen auf 60 reduziert. Als Nachfolger von Georg Fritzsch wurde Antony Hermus künstlerischer Leiter. Hermus, der am Theater Hagen vom Praktikanten zum Generalmusikdirektor aufstieg, begründete das Scratch-Projekt, das 2007 im Rahmen des Wettbewerbes 365 Orte im Land der Ideen ausgezeichnet wurde.
In der Saison 2007/2008 feierte das Orchester sein hundertjähriges Bestehen mit Sonderveranstaltungen, unter anderem zusammen mit Jon Lord, Hans Liberg, Roby Lakatos und Extrabreit. Seit der Jubiläumsspielzeit tritt das Orchester immer wieder mit Künstlern aus verschiedenen musikalischen Stilrichtungen auf. 2009/2010 sind hierbei vor allem Luxuslärm und Igudesman & Joo zu erwähnen. Von Sommer 2008 bis Sommer 2017 war Florian Ludwig Generalmusikdirektor des Philharmonischen Orchesters Hagen.
In der Konzertsaison 2014/2015 erhielt das Philharmonische Orchester der Stadt Hagen die Auszeichnung für das Beste Konzertprogramm der Spielzeit. Die Jury des Deutschen Musikverleger-Verbandes begründete ihr Urteil mit dem ungewöhnlich breiten Repertoire der Hagener, das alle Epochen der klassischen Orchestermusik umfasse: „Die Vielfalt der Konzertaktivitäten des sich in einer mehr als hundertjährigen Tradition befindlichen Klangkörpers ist ein Beleg für die Leistungsfähigkeit eines kommunalen Orchesters“, sagte Jury-Mitglied Dr. Axel Sikorski. „Die Verbindung zum Publikum wird auf vielen Ebenen bewusst gestaltet und gefestigt, wodurch überdies eine Ausstrahlung in die gesamte Region gewährleistet wird.“ Neben der musikalischen Vielfalt und der Präsentation von zeitgenössischer Musik lobte die Jury besonders das Familien- und Kinderangebot. Die Kinder würden durch spezielle Angebote spielerisch an die klassische Musik herangeführt.
Von 2017 bis 2015 wurde das Orchester von Joseph Trafton geleitet, sein Nachfolger wird ab August 2025 Sebastian Lang-Lessing.